# 翁家社中
翁家社中（おきなやしゃちゅう）は、太神楽師のグループ。

## 経歴
2014年（平成26年）結成。

## メンバー
- 翁家和助
- 翁家小花

### 元メンバー
- 翁家小楽 - 2024年2月5日、死去。